# سلسلة مفاعل أرجون

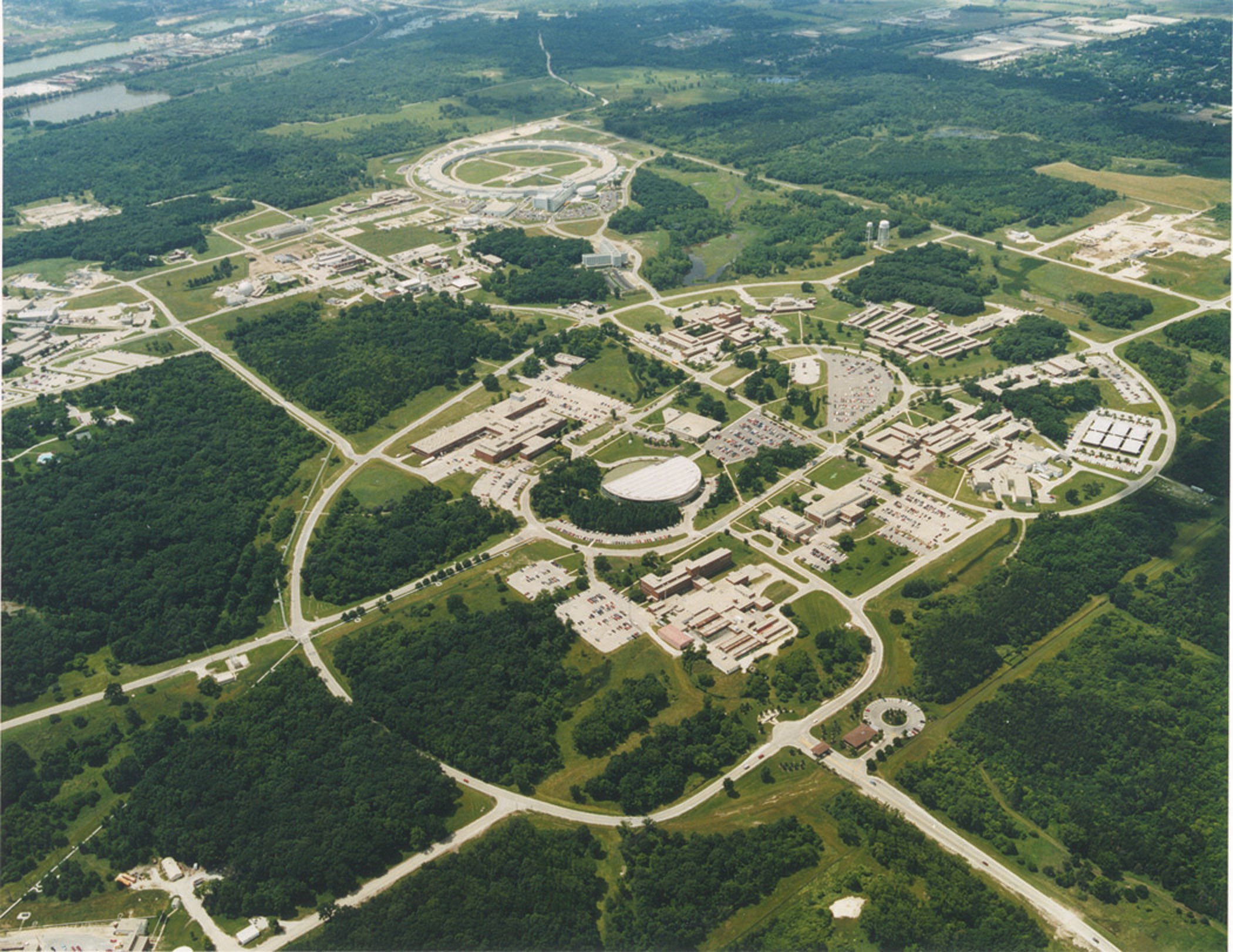
صورة جوية لمختبر أرجون الوطني

سلسلة مفاعل أرجون هو تصميم مفاعل أبحاث نووية صغيرة. وقد تم بناء العديد منها في جميع أنحاء العالم على مجموعة واسعة من مستويات الطاقة. وتتمثل وظائفها في تعليم نظرية المفاعلات النووية والفيزياء النووية واستخدامها في التجارب المعملية الهندسية.  تم بناء أرجون الأول (الجمعية النووية أرجون للتدريب الجامعي) في مختبر أرجون الوطني في 9 فبراير 1957 وتم إغلاقه في عام 1972 حيث تم تصنيف هذا المفاعل لمدة 10 كيلوواط.